# Subdomein
Een subdomein is in de Domain Name System-hiërarchie (DNS) een domein dat deel uitmaakt van een groter domein.

## Overzicht
De Domain Name System (DNS) heeft een boomstructuur of hiërarchie, waarbij op elk knooppunt in de boom een domeinnaam. Een subdomein is een domein dat deel uitmaakt van een groter domein, het enige domein dat niet ook een subdomein is het hoofddomein (rootdomein). Bijvoorbeeld email.voorbeeld.com en kalender.voorbeeld.com zijn subdomeinen van het domein voorbeeld.com, die op zijn beurt een subdomein is van het .com top-level-domein (TLD). Binnen voorbeeld.com is voorbeeld het second-level-domein.
Een "subdomein" drukt relatieve afhankelijkheid uit, en geen absolute afhankelijkheid: bijvoorbeeld, wikipedia.org domein is een subdomein van het .org-domein, en en.wikipedia.org is een subdomein van het domein wikipedia.org. In theorie kan deze onderverdeling tot 127 niveaus diep gaan en elk DNS-label kan uit maximaal 63 tekens bestaan, zolang de gehele domeinnaam niet meer dan 255 tekens omvat. Maar in de praktijk hanteren bepaalde registreerders van domeinnamen kortere limieten dan dat. 

## Toepassingen
Subdomeinen worden vaak gebruikt door organisaties die een unieke naam willen toewijzen aan een bepaalde afdeling, functie of dienst gerelateerd aan de organisatie. Bijvoorbeeld een universiteit die "CS" laat toewijzen aan de informatica-afdeling, zodanig dat er een aantal hosts gebruikt kunnen worden binnen dat subdomein, zoals mail.cs.voorbeeld.edu of www.cs.voorbeeld.edu.
Een subdomein kan ook bedoeld zijn om de individuele eigenheid van de betreffende gebruiker aan te duiden. 
Afhankelijk van de toepassing kan een record in een domein of subdomein verwijzen naar een hostnaam of een dienst die door een aantal machines in een cluster geleverd wordt. Sommige websites maken gebruik van verschillende subdomeinen om te verwijzen naar verschillende serverclusters. Bijvoorbeeld www.voorbeeld.com verwijst naar servercluster 1 of datacenter 1 en www2.voorbeeld.com wijst op servercluster 2 of datacenter 2, enzovoorts. 
Iedereen kan een .com-domein registreren, maar ook landen (uitgezonderd de Verenigde Staten die domeinen gebruikt als .edu, .gov en .mil) gebruiken tweede-level-domeinen voor hun landcode-TLD. Deze subdomeinen hebben vaak de vorm van .com.xx of .co.xx, waarbij xx het landcode-TLD is. Voorbeelden zijn Australië (.com.au), het Verenigd Koninkrijk (.co.uk), Mexico (.com.mx), Nieuw-Zeeland (.co.nz), de Volksrepubliek China (.com.cn), Japan (.co.jp), Zuid-Korea (.co.kr), Polen (.com.pl) en India (.co.in).